# Maisons de Nice

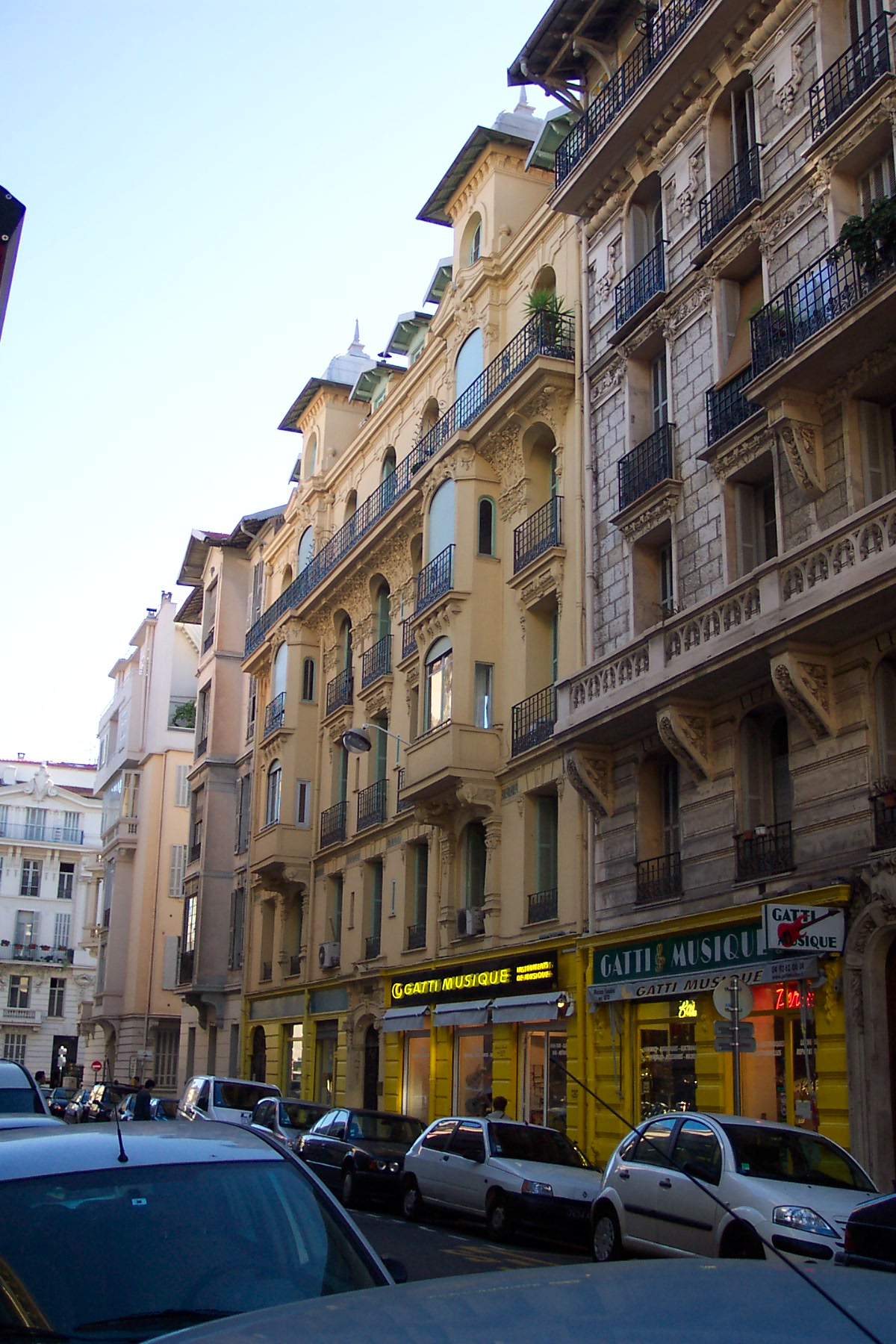
Une maison au quartier Carabacel : Maison Saïssi de Chateauneuf, rue Hancy

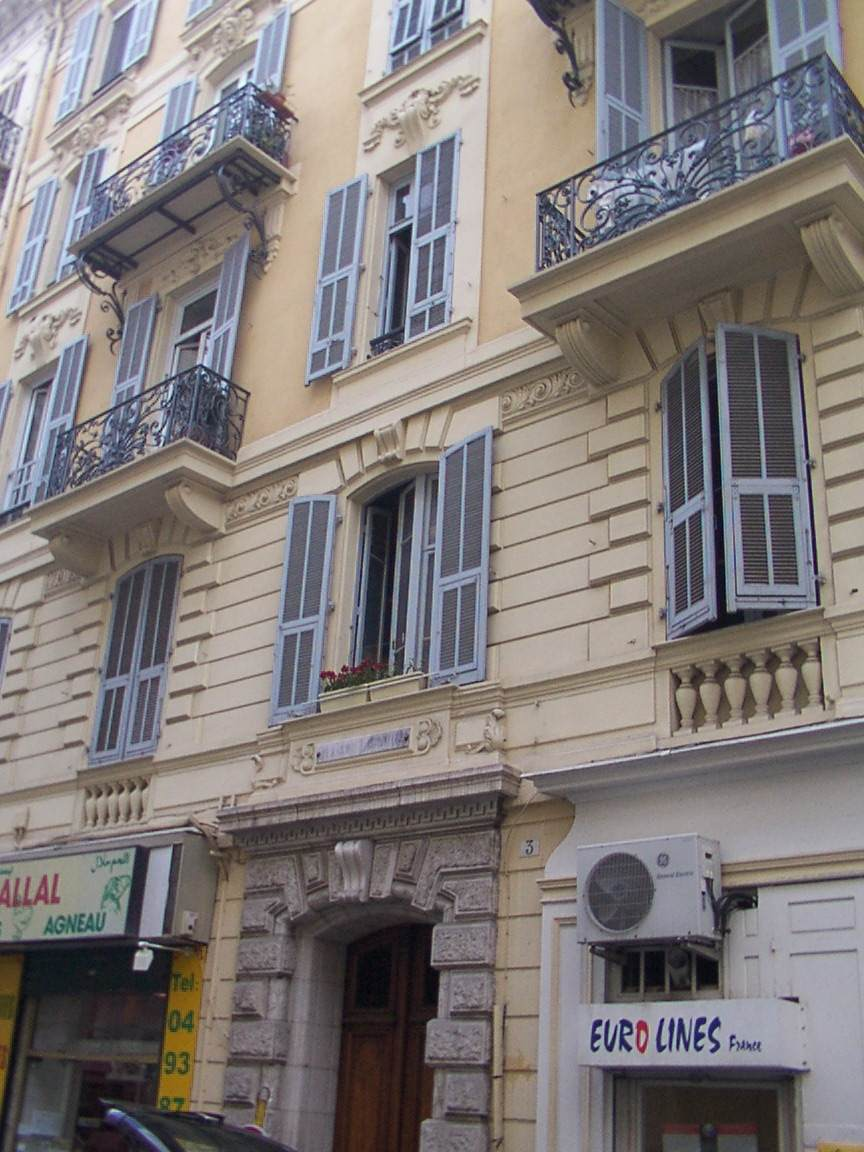
Maison Giberti au quartier des Musiciens, rue de Suisse

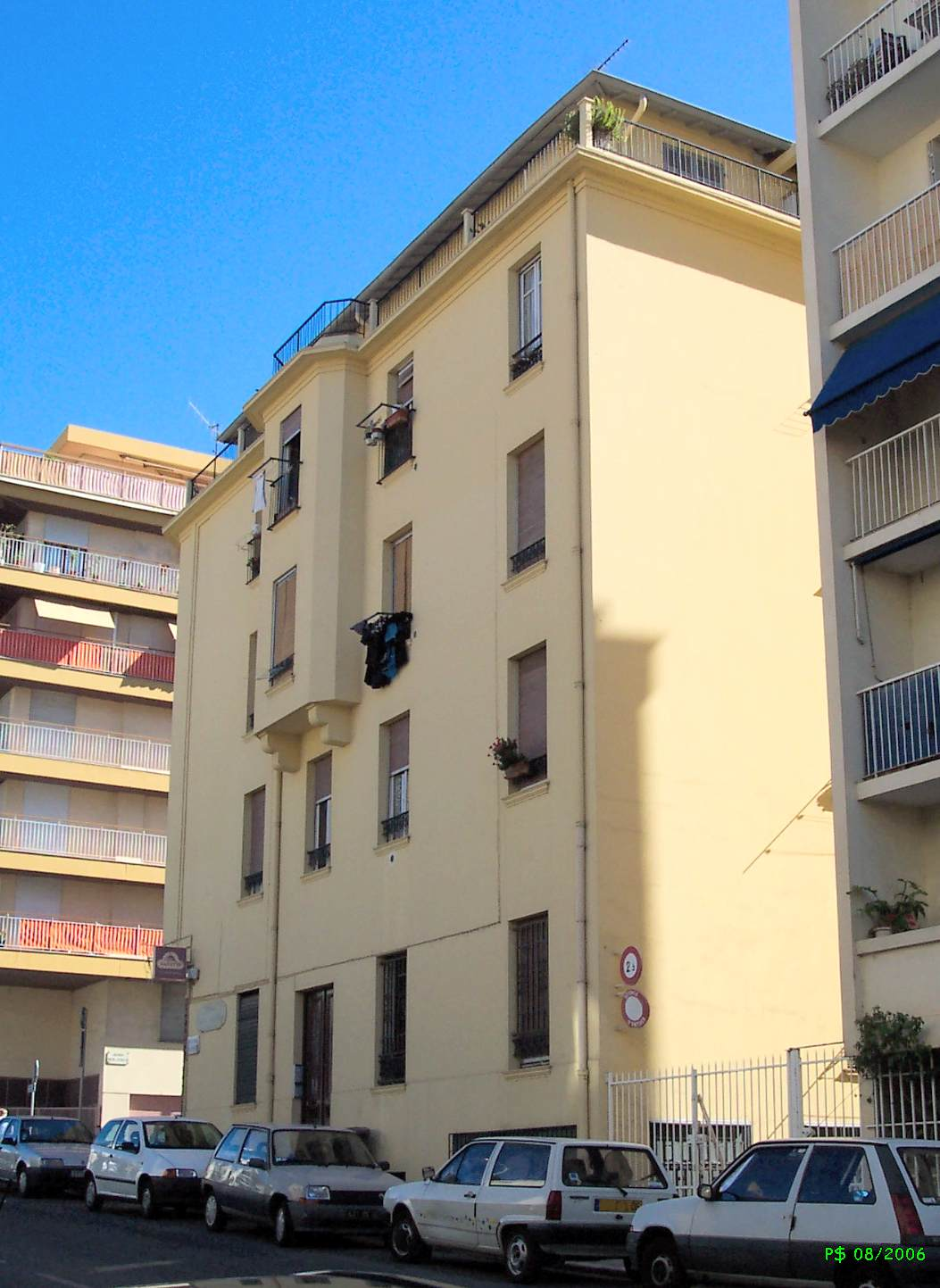
Maison Davide Secondo au quartier Saint-Roch, rue Pape-Jean-XXIII

Outre ses fameux palais et ses villas, Nice possède de nombreux bâtiments intitulés maisons (ou portant des termes apparentés) et souvent suivis du nom d'un propriétaire (contrairement aux palais, on ne présente pas de récapitulatifs par rue, le terme maison étant jugé moins spécifique à Nice) :

## Maison
Maison vient du latin mansionem (mansionem en notant la voyelle accentuée), accusatif de mansio.
Abréviations rencontrées : Mon pour maison et Vve pour veuve.
1. Maison Abello Joseph, 1910 : 10 avenue Saint-Augustin (quartier Carras)
2. Maison Alsacienne, 1925 Palloni : 82 boulevard Carnot (quartier port/Mt Boron)
3. Maison Vve Joseph Baudoin, 19 boulevard Stalingrad (quartier du port) - images et visite du quartier
4. Maison Belmondo : 2 rue du Rocher (quartier Piol / Tsarewitch)
5. Maison Benaud : 4 rue du Marché (quartier Vieille Ville)
6. Maison Benaud : Angle rue Berlioz et rue Rossini - - Images et visite du quartier
7. Maison Bessi : 7 Rue Andrioli (quartier des Baumettes). Images : Vue générale, détail de l'entrée.
8. La Maison Blanche : 14 boulevard Carabacel (quartier Carabacel).
9. Maison Bonfils, 1903 : 26 boulevard Raimbaldi (quartier Carabacel). Images :  Vue générale, détail de l'entrée .
10. Maison Bonifassi, 24 quai Lunel
11. Maison Victor Bonifassi, J. B. Bonifassi architecte 1904 : 18 avenue Malaussena (quartier St-Lambert / Vernier)
12. Maison Carlin, 26 boulevard Stalingrad (quartier du port). Deux dates sur le linteau: 1883 et 1909 - Images et visite du quartier
13. Maison Chabaud, 2 rue St-François-de-Paule, où le général Bonaparte séjourna lors de son second séjour à Nice. Photos
14. Maison J. Cassini : 5, ruelle Saint-Augustin. Images :  Vue générale, détail de l'entrée .
15. Maison César Castelli : 11 avenue Malaussena (quartier St-Etienne/Vernier)
16. Maison Fce Cauvin : 17 boulevard Raimbaldi (quartier Carabacel). Images : Vue générale et  Détail nominatif de l'entrée.
17. Maison Chiapello : 23 rue Smolett (quartier Riquier) Images : Vue générale, détail supérieur, Porte d'entrée.
18. Maison C. Conso, 1905 : 38 rue Catherine Ségurane (quartier du port). La date de 1905 n'est pas en rapport avec une plaque qui indique : Ici le 2 décembre 1883 Frédéric Nietzsche commença ses séjours à Nice.
19. Maison Louis Conso, H. Aubert architecte : 94 boulevard Pasteur (quartier Pasteur)
20. Maison Pierre Crulli : 27 rue Tonduti de l'Escarène (quartier Carabacel)
21. Maison Dalo : 16 rue Cros de Capeu (quartier Piol/St-Etienne)
22. Maison Danice : 6 rue Chauvin (quartier Carabacel)
23. Maison Ellena : 1 bis rue Vernier (quartier Vernier)
24. Maison A. Fighiera: 8 Rue de Orestis, angle rue Smolett (quartier Riquier). Images :  Vue générale, détail de l'entrée.
25. Maison Fighiera-Martini de Castelnuovo, 1902 : 17 rue Notre-Dame (quartier Carabacel). Images : Vue générale, et détail de l'entrée.
26. Maison J. Gancia : 15 rue Pauliani (quartier Carabacel)
27. Maison Charles Gastaud : 23 avenue Saint-Augustin (quartier Carras)
28. Maison L. Giberge : 3 rue d'Italie (quartier des Musiciens)
29. Maison Giberti : ? rue d'Italie (quartier des Musiciens) Images : Vue générale, et  détail de l'entrée. Nota : Les deux maisons Giberti sont séparées de 50 mètres et quasi similaires.
30. Maison Giberti : ? rue de Suisse (quartier des Musiciens). Images : vue générale, et détail.
31. Maison Giraudo Laurent, 1931 : 12 avenue Valdiletta (quartier Cessole/Gorbella)
32. Maison de Honoré et Séraphien Kieffer frère et sœur aîné, 1839 : 1 rue du Malonat (vieille ville)
33. Maison Lampiano : 7 rue Gutenberg (quartier Liberation)
34. Maison du comte Laurenti, 6 rue Bonaparte où le jeune général Bonaparte a séjourné. photos
35. Maison de Louise : 1 rue Georges-Ville (quartier Riquier) Images :  Vue générale, et  détail nominatif de l'entrée.
36. Maison Mallet : 25 avenue Saint-Augustin (quartier Carras)
37. Maison Charles Mari : 13 rue Pauliani (quartier Carabacel)
38. Mon Natta : 4 rue de l'Abbaye (vieille ville) Images :  Vue générale, et  détail nominatif de l'entrée.
39. Maison Antoine Orengo : 66 avenue Jean Medecin (datée de 1884) :Photos
40. Mon Vve Orengo-Salvi : 9 rue Cassini (quartier du port) - Photos
41. Maison Vve J.B. Pastorelli : 9 rue J. B. Spinetta (quartier des Baumettes)
42. Maison_Rigucci, Anno M C-M XXVIII (= 1928) : 7 ex 10 rue Docteur Fighiera (quartier St-Roch)
43. Maison J. Risso : 5 bis avenue de la République (quartier Riquier)
44. Maison aux Roses : 9 avenue des Fleurs (quartier des Baumettes)
45. Maison Saïsi de Châteauneuf : 5 rue Hancy (quartier Carabacel). Images :  Vue générale, et  détail de l'entrée.
46. Maison J. Scarelli, 1929 : 5 rue Jeanne d'Arc (quartier Borriglione/Valrose)
47. Maison Davide Secondo : 100 Boulevard pape Jean XXIII (quartier St Roch) Images : Vue générale,vue de la plaque.
48. Maison Tordo, 1865 : 4 rue de Foresta (quartier du port)
49. Maison Leopold Torini : 15 rue Leotardi (quartier Riquier) Images : Vue générale, et  détail nominatif sur l'entrée
50. Maison Jh Trona : 39 rue Bonaparte (quartier du port) Dossier des images
51. Maison Viotti-Colombo, 3 Rue Blancon (quartier Riquier) Images : Vue générale, porte, détail de balcon.
52. Maison J. Vissian : 11 rue Pauliani (quartier Carabacel, rive du Paillon)
53. Maison de l'Environnement : 31 avenue Castelane (quartier Cessole, DT 6)

## Maioun
On peut aussi trouver maioun qui est le mot niçois (correspondant au provençal mistralien maisoun) : 
(Le « nom de famille » se dit noun de maioun en niçois c'est-à-dire le « nom de maison ».)
1. Le souvenir d'une Maioun Grossa (« grande maison ») est perpétué par le nom du : chemin de la Maïon-Grossa.
2. Maïoun Secondo : 2 ter rue du Collet (06300, quartier de la Vieille Ville).

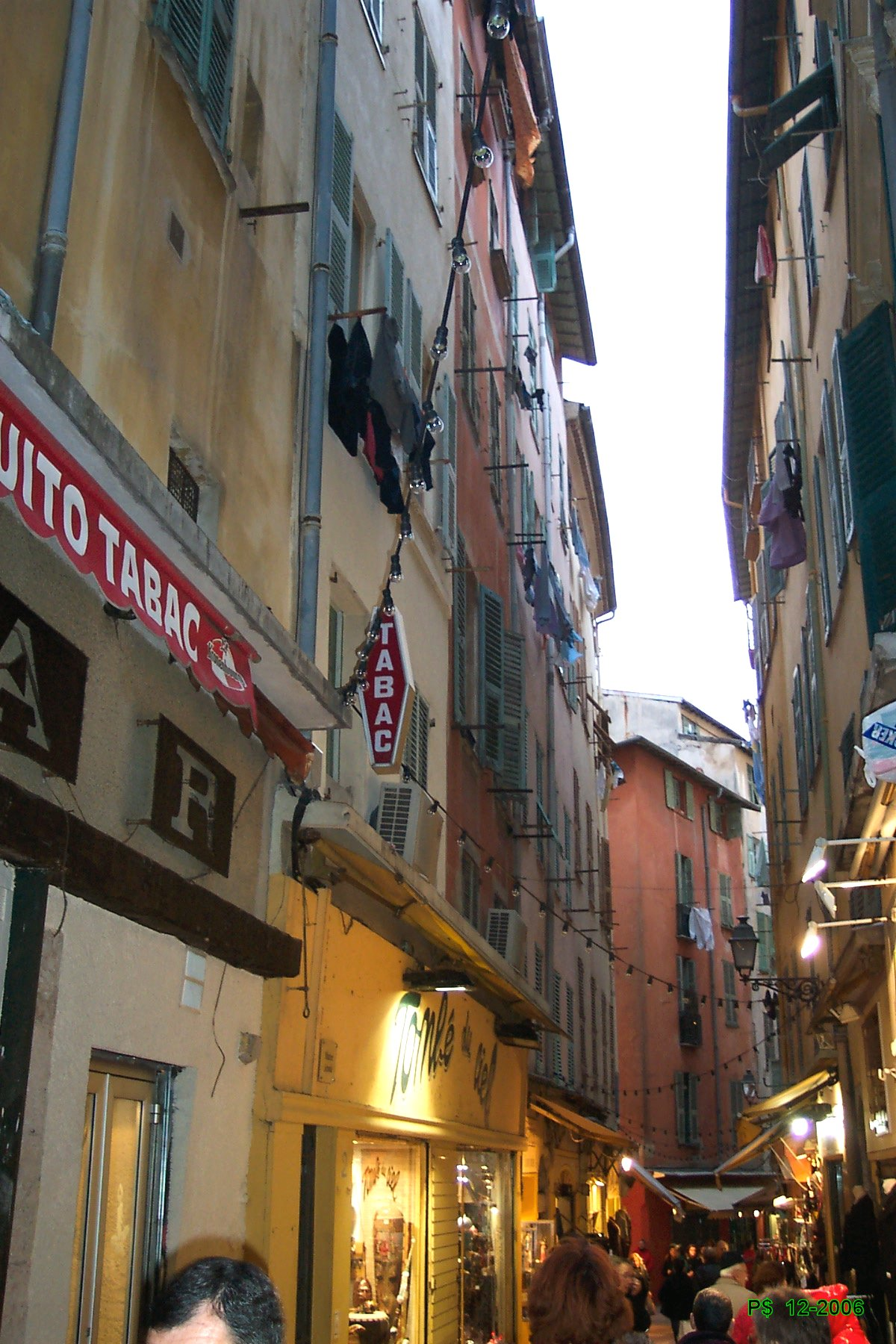
Maïoun Secondo, 2 ter Rue du Collet.
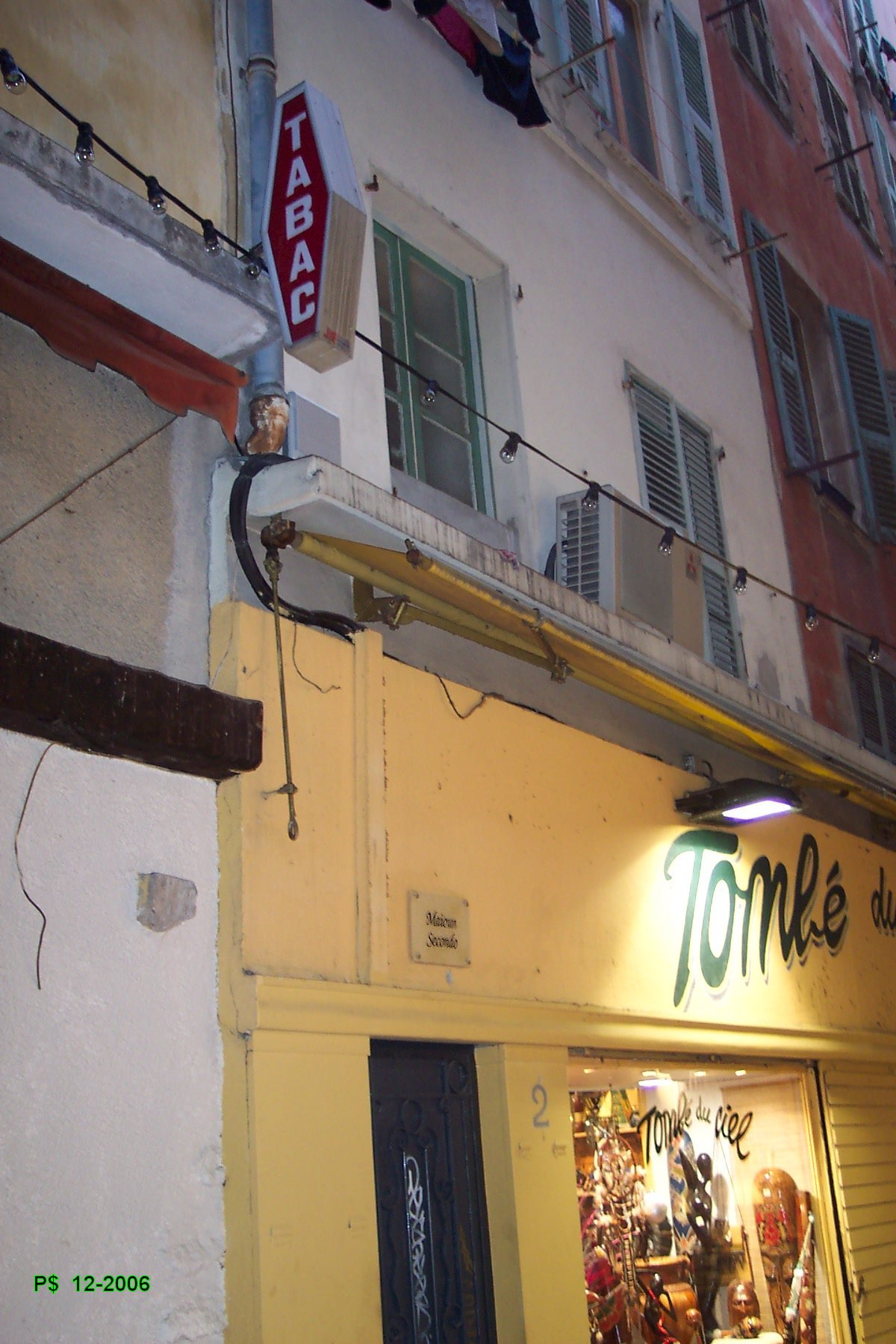
Maïoun Secondo, 2 ter Rue du Collet, plaque nominative.

## Mas
Le mot occitan mas vient du latin mansio (mansio en notant la voyelle accentuée), nominatif dont l'accusatif mansionem (mansionem en notant la voyelle accentuée) a donné le français maison, le provençal maisoun et le niçois maioun.
1. Mas du Sablonat, 1925 Trachel : 2 avenue Desambrois (quartier Carabacel). Voir image de La « Maison des nains ».

## Mansions
1. Bel Air Mansions : 21 et 23 boulevard François Grosso (quartier des Baumettes)
2. Gloria Mansions, 1932 - 1934 : 125 rue de France (quartier des Baumettes). Images :Vue générale, Portail d'entrée, Portail : vue en sortant, Cour intérieure, Cour en sortant, Entrée intérieure principale et Vue intérieure. Gloria Mansions est un bâtiment classé aux Monuments historiques nationaux. Architecte: Garabed Hovnanian. Voir article : Gloria Mansions.

## Casa
Casa est l'équivalent sémantique de maison en italien :
1. Casa Dani, 1911 : 100 avenue Saint-Lambert (quartier Borriglione/Valrose)
2. "Casa Mia" : 18 rue Parmentier ; « ma maison » (quartier Liberation/Auguste Reynaud)
3. Casa San Pietro : 3 cours Saleya (vieille ville) photos

## Nom supposé du seul propriétaire
1. Cotto : 3 place Alexandre Médecin (quartier Borriglione/Valrose)
2. J.J. Mecatti : 25 promenade des Anglais (quartier des Musiciens)
3. Léon Moggio : 3 place Charles-Félix (vieille ville) photos
4. Antoine Orengo : 66 avenue Jean-Médecin (quartier Carabacel/ rue Assalit)
5. Toscana : 22 avenue Malaussena (quartier St-Lambert/Libération)

## Immeuble simplement numéroté mais notable
En l'absence de désignation, le tri s'effectue par nom de rue.
1. 17 Rue Barla (Riquier) Civalleri et Delserre, architectes - Photos
2. 7 rue Cassini - Photos
3. 13 Rue Cassini, immeuble niçois notable par sa majestueuse entrée dorique Images
4. 7 Rue du Collet (Vieille ville) : Maison de l'ecclésiastique et historien Gioffredo - Image : Vue générale.
5. 1 quai des Deux Emmanuel : Immeuble daté de 1909 - Photos
6. 9 Rue Fodéré (Le port) - Images: photos ici
7. 6 rue Georges Ville - Images: Vue générale, détail de l'entrée.
8. 8 rue Georges Ville - Initiales entrecroisées JV ou VJ - Images: Vue générale, détail de l'entrée.
9. 30 rue Pastorelli (architecte et sculpteur) Quartier Carabacel - Images: Vue générale, détail informatif à l'entrée.
10. 11 Rue du Pont-Vieux. Lettres entrecroisées F et B - Image : Détail de la porte
11. 47 rue Smolett (initiale et cour ouvrière) Images